# Megatsunami

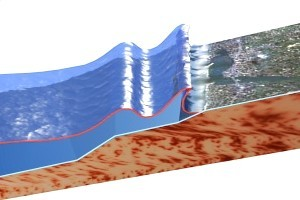
Gràfic d'un megatsunami.

Megatsunami és un terme informal utilitzat per a designar aquells tsunamis les onades dels quals superen l'alçada de les d'un tsunami provocat per terratrèmols. Els megatsunamis poden arribar a alçades de centenars de metres, discórrer a més de 400 km/h pels oceans i a difèrència dels tsunamis que es trenquen a la costa, els megatsunamis poden trencar-se a desenes de km terra endins.
El darrer megatsunami conegut va succeir a l'illa de Reunió, els anteriors van tenir lloc a les illes del Cap Verd i a Hawaii. Tots ells van passar en temps molt antics i no hi ha manera actualment de saber-ne les característiques concretes ni les conseqüències.
Diversos estudis, per part de Simon Day i Steven Neal Ward, posen a l'illa La Palma de les Canàries com el lloc probable d'origen d'un nou megatsunami a causa del seu volcà Cumbre Vieja.

## Classes de megatsunamis
- Provocat per un meteorit (es creu que hi va haver un megatsunami per aquesta causa fa 37 milions d'anys).[3] Un altre seria el del mar de Bellingshausen a l'Antàrtida durant el Pliocè, provocat per l'asteroide Eltanin.[4]
- Despreniment (el megatsunami de la badia Lituya).[5]
- Erupció (el tsunami de Krakatoa).